# Cantón de Saint-Pons-de-Thomières
El cantón de Saint-Pons-de-Thomières es una división administrativa francesa, situada en el departamento del Hérault y la región Occitania.

## Composición
|  |

El cantón de Saint-Pons-de-Thomières agrupa 59 comunas:
1. Agel
2. Aigne
3. Aigues-Vives
4. Assignan
5. Azillanet
6. Babeau-Bouldoux
7. Beaufort
8. Berlou
9. Boisset
10. Cambon-et-Salvergues
11. Capestang
12. Cassagnoles
13. Castanet-le-Haut
14. La Caunette
15. Cazedarnes
16. Cébazan
17. Cessenon-sur-Orb
18. Cesseras
19. Colombières-sur-Orb
20. Courniou
21. Creissan
22. Cruzy
23. Félines-Minervois
24. Ferrals-les-Montagnes
25. Ferrières-Poussarou
26. Fraisse-sur-Agout
27. La Livinière
28. Minerve
29. Mons
30. Montels
31. Montouliers
32. Olargues
33. Olonzac
34. Oupia
35. Pardailhan
36. Pierrerue
37. Poilhes
38. Prades-sur-Vernazobre
39. Prémian
40. Puisserguier
41. Quarante
42. Rieussec
43. Riols
44. Roquebrun
45. Rosis
46. Saint-Chinian
47. Saint-Étienne-d'Albagnan
48. Saint-Jean-de-Minervois
49. Saint-Julien
50. Saint-Martin-de-l'Arçon
51. Saint-Pons-de-Thomières
52. Saint-Vincent-d'Olargues
53. La Salvetat-sur-Agout
54. Siran
55. Le Soulié
56. Vélieux
57. Verreries-de-Moussans
58. Vieussan
59. Villespassans

|  |  |